# الرصد (بعدان)

تعديل مصدري - تعديل

الرصد هي إحدى قرى عزلة دلال بمديرية بعدان التابعة لمحافظة إب، بلغ تعداد سكانها 1451 نسمة حسب تعداد اليمن لعام 2004.